# Rubécourt-et-Lamécourt
Rubécourt-et-Lamécourt korábbi község Franciaországban, Ardennes megyében. Lakosainak száma 151 fő (2018. január 1.). Rubécourt-et-Lamécourt Bazeilles, Daigny, Douzy, Francheval, La Moncelle és Villers-Cernay községekkel határos.
2017. január 1-jén Villers-Cernay korábbi községgel egyesült és az így létrejött Bazeilles új község része lett.

## Népesség
A település népessége az elmúlt években az alábbi módon változott:
| Lakosok száma | 173  | 141  | 158  | 172  | 172  | 142  | 126  | 129  | 146  | 151  |
|               | 1968 | 1975 | 1982 | 1990 | 1999 | 2011 | 2013 | 2015 | 2017 | 2018 |